# Livre d'heures Sforza
Le Livre d'heures Sforza est un manuscrit enluminé datant de la fin du XVe et du premier quart du XVIe siècle, conservé à la British Library de Londres. D'abord exécuté dans les années 1490 par Giovanni Pietro Birago pour Bonne de Savoie, femme de Galéas Marie Sforza, ce livre d'heures a été complété vers 1517-1520 par des miniatures de Gerard Horenbout à la demande de sa nouvelle propriétaire, Marguerite d'Autriche (1480-1530).

## Historique
De nombreux indices indiquent l'identité du premier commanditaire du manuscrit : les inscriptions Diva Bona apparaissent à deux reprises ainsi que Bona Duc[issa] et les initiales BM qui renvoient tous à Bonne de Savoie, femme de Galéas Marie Sforza, duc de Milan. Il a été commandé au peintre de cour milanais Giovanni Pietro Birago dans les années 1490. Une lettre encore conservée de ce dernier indique que le manuscrit lui est volé alors qu'il n'est pas encore achevé en 1494 puis rendu par un certain Fra Gian Jacopo, moine au couvent San Marco mais avec des  feuillets manquant qui ont été découpés. Le voleur est emprisonné,.
L'ouvrage amputé est sans doute donné ou légué à sa mort en 1503 à son neveu, Philibert II de Savoie, duc de Savoie. Il a sans doute été transmis ensuite à sa dernière femme, Marguerite d'Autriche (1480-1530), par ailleurs princesse de Bourgogne et gouvernante des Pays-Bas. Elle fait appel en 1517 au copiste Étienne de Lale pour recopier les passages des textes manquant à la suite de son vol et de son amputation. Entre 1519 et 1521, elle fait appel à son peintre officiel Gerard Horenbout pour ajouter 16 miniatures au manuscrit. Elle se fait représenter en sainte Élisabeth (f.61r) ainsi que dans l'assistance de la Présentation du Christ au Temple et son père Maximilien en Siméon dans cette même scène (f.104v). Quelque temps plus tard, le manuscrit est donné à Charles Quint, son neveu. Celui-ci est représenté en buste dans un camée dans la marge du f.213r avec son monogramme (K[arolus] R[ex]).
Vers 1600, le manuscrit est présent en Espagne. Le propriétaire, resté inconnu, s'est fait représenté en prière sur les folios 343r et 348v. Au XIXe siècle, le manuscrit est acquis en 1871 par John Charles Robinson, conservateur de musée et collectionneur anglais auprès d'un noble espagnol anonyme. Il passe ensuite dans les collections de John Malcolm of Poltalloch. Ce dernier en fait don au British Museum en 1893, dont les collections sont à l'origine de ceux de la British Library.
Quant aux feuillets volés, ils sont vendus par le voleur à un certain Fra Biancho qui en fait don à Giovanni Maria Sforzino, demi-frère de Galéas-Marie et archevêque de Gênes entre 1498 et 1520. Trois feuillets réapparaissent au XXe siècle : l'un d'entre eux appartient au collectionneur français Jean Charles Davillier. Il est offert au British Museum par un donateur anonyme en 1941 (Add.45722). Deux autres réapparaissent chez le marchand italien Tammaro De Marinis (it) où ils sont conservés dans les années 1960. L'un d'entre eux est racheté par Martin Breslauer qui le cède à la British Library en 1984 (Add.62997). Le second est acquis en Suisse par Bernard H. Breslauer (de) en 1984 et la British Library s'en porte acquéreur en 2004 (Add.80800).

## Description
Le manuscrit contient au total 64 miniatures en pleine page : 48 d'entre elles sont l'œuvre de Giovanni Pietro Birago et les 16 autres de Gerard Horenbout. Ces dernières offrent un cycle complet de la vie de la Vierge, mais aussi des miniatures des suffrages, des psaumes pénitentiels et de l'office des morts. Les décorations de marges sont toutes réalisées par Birago et son atelier, à l'exception de deux d'entre elles, faites par Horenbout (f.48 et 213). Elles contiennent des représentations de pierres précieuses, de drôlerie, des putti, des masques, des camées, des cartouches contenant le nom des commanditaires. Des scènes secondaires sont représentées dans le bas des pages avec des saints, des putti et des animaux. Les lettrines sont décorés des mêmes motifs,. 

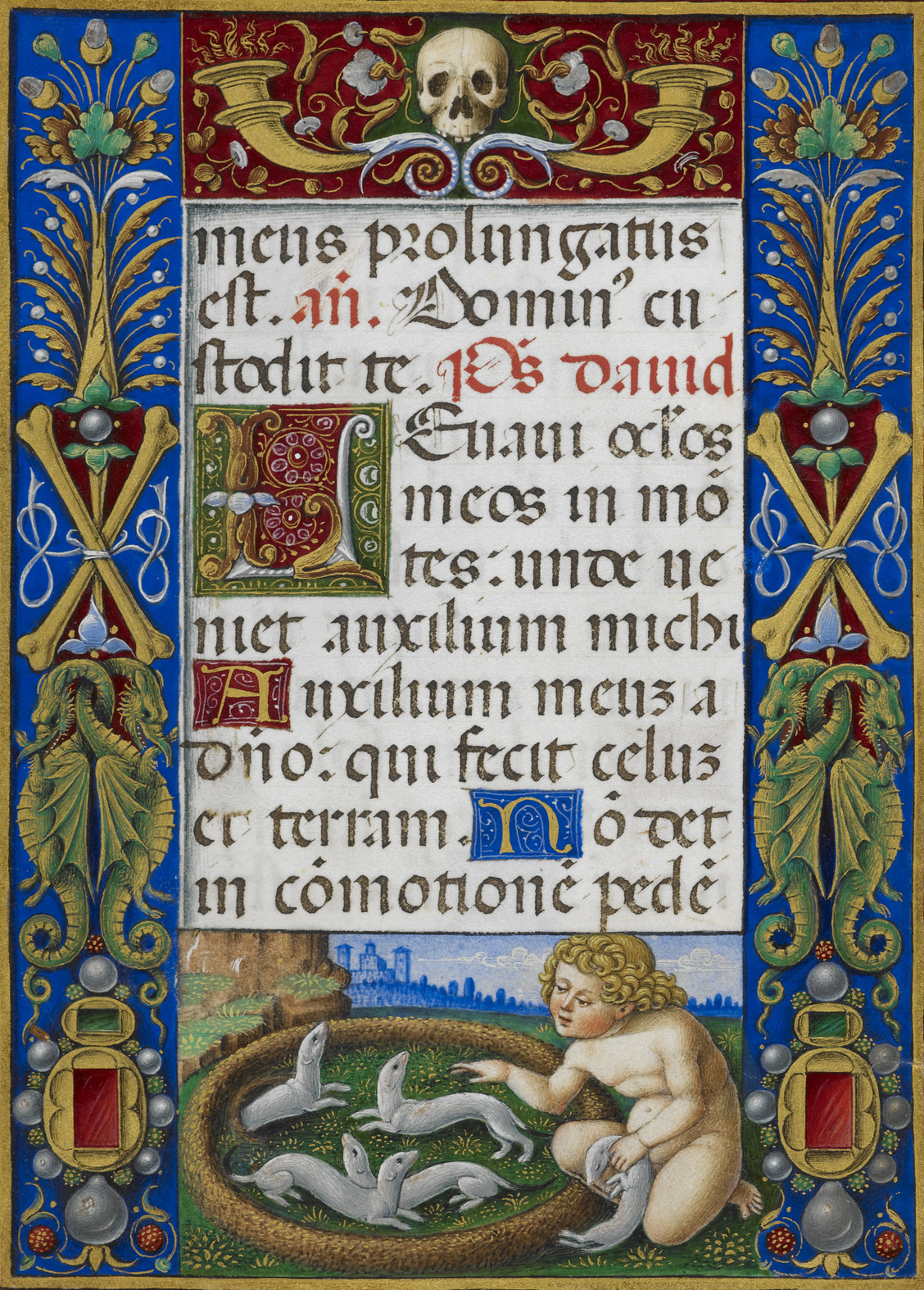
Page de texte de l'office des morts, f.261
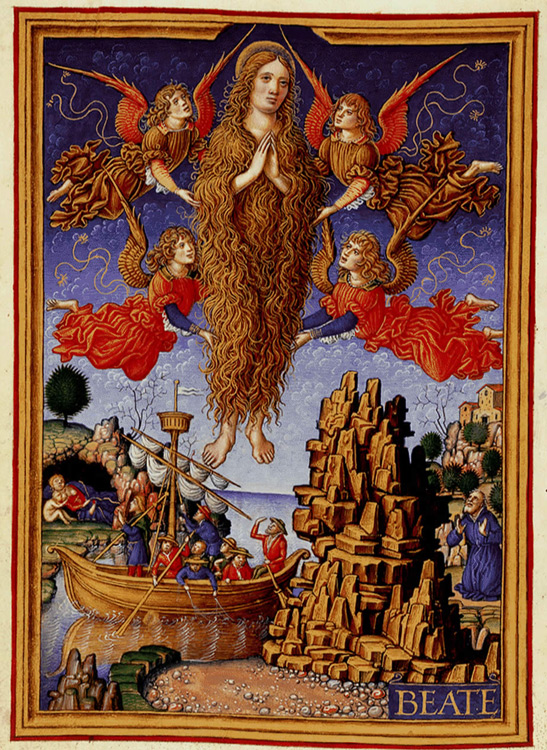
Sainte Marie Madeleine, miniature de Birago, f.211v
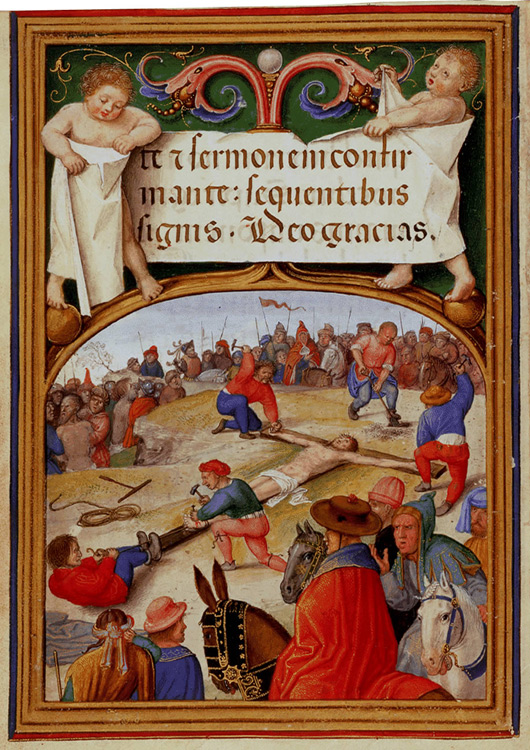
La Crucifixion, miniature de Gerard Horenbout, f.12v